# Крыжановская, Анна Владимировна
Анна Владимировна Крыжановская (1894, Керки, Туркестанский край — 1970, Ленинград, СССР) — советский скульптор, выпускница Академии художеств (1926), член Ленинградского отделения Союза художников. Автор более 100 скульптурных работ, включая монументальные и станковые произведения, представленные в музеях России.

## Биография
Родилась в 1894 году в городе Керки (ныне Туркменистан) в семье военного. После смерти отца в 1901 году семья переехала в Алма-Ату. С 1906 по 1913 годы училась в гимназии, затем работала в переселенческом управлении. В 1917 году поступила на архитектурный факультет женского Политехнического института в Петрограде. В 1921 году начала обучение в Академии художеств, которую окончила в 1926 году по специальности скульптура. В 1939 году была исключена из Союза художников за неуплату взносов, но восстановлена в 1946 году. Во время блокады Ленинграда оставалась в городе, затем эвакуировалась в Ташкент, вернулась в Ленинград в 1945 году.

## Творчество
Крыжановская работала в жанрах монументальной и станковой скульптуры. Среди известных работ:
- Памятник Ф. Э. Дзержинскому в Ленинграде (1930, демонтирован в 1992 году).
- Скульптура «Лыжник» (1950), бронза, Приморская государственная картинная галерея.
- Скульптура «Лыжница» (1938, бронзовый отлив 1950-х годов).
- Портреты артистов, ученых и писателей в жанре мелкой пластики.

Её работы находятся в коллекциях Государственного Эрмитажа, Русского музея и других музеев России.

## Семья
Дочь — Марта Яновна Крыжановская (1930—2025) — искусствовед, специалист по западноевропейскому средневековому искусству, сотрудник Государственного Эрмитажа.